# 黎志星
黎志星（1985年11月8日—）是一名中国足球运动员，司职前锋。

## 俱乐部生涯
黎志星出道于广州日之泉青年队，曾经代表由广州二队球员组成的香雪制药队参加香港甲组足球联赛，一度是广州队锋线的主力球员。但他在2007赛季出场次数寥寥，并在赛季结束后被挂牌。2008赛季曾经被租借到中超球队深圳上清饮，但没有获得一次出场的机会。
2009年，黎志星加盟香港甲组足球联赛球会天水围飞马。2010年11月，黎志星加盟印度尼西亚超级联赛升班马帕庄内格洛，但只代表球队参加一场比赛。2011年1月，他和帕庄内格洛队解约。